# Pyrgus darwazicus
Pyrgus darwazicus es una especie de mariposa del género Pyrgus, categorizada en la tribu Pyrgini, de la subfamilia Pyrginae. Fue descrita por Grigor Efimowitsch Grumm-Grzhimailo en 1890.

## Distribución y hábitat
Se distribuye por Asia: Tayikistán, Afganistán y Kirguistán. También registrada en Pakistán. Suele encontrarse en zonas alpinas y subalpinas entre 2300-4300 m s. n. m.